# Hockey Club Pustertal-Val Pusteria 2011-2012
Questa pagina contiene i dati relativi alla stagione hockeystica 2011-2012 della società di hockey su ghiaccio HC Val Pusteria.

## Roster

### Portieri
| Numero |                      | Giocatore          |
| ------ | -------------------- | ------------------ |
| 29     | Italia (bandiera)    | Hannes Hopfgartner |
| 30     | Canada (bandiera)    | Kevin Desfossés    |
| 30     | Italia (bandiera)    | Philipp Kosta      |
| 35     | Finlandia (bandiera) | Mikko Strömberg    |

### Difensori
| Numero |                   | Giocatore         |
| ------ | ----------------- | ----------------- |
| 2      | Canada (bandiera) | Olivier Magnan    |
| 3      | Italia (bandiera) | Danny Elliscasis  |
| 5      | Svezia (bandiera) | Fredrik Persson   |
| 9      | Italia (bandiera) | Armin Hofer       |
| 14     | Italia (bandiera) | Christian Willeit |
| 21     | Italia (bandiera) | Daniel Glira      |
| 44     | Canada (bandiera) | Matt Kelly        |
| 47     | Italia (bandiera) | Ivan Althuber     |
| 62     | Italia (bandiera) | Armin Helfer      |
| 81     | Italia (bandiera) | Christian Mair    |

### Attaccanti
| Numero |                   | Giocatore         |
| ------ | ----------------- | ----------------- |
| 6      | Italia (bandiera) | Max Oberrauch     |
| 7      | Italia (bandiera) | Lukas Crepaz      |
| 8      | Italia (bandiera) | Lukas Tauber      |
| 10     |                   | Jose Jensen       |
| 11     | Italia (bandiera) | Alex Frei         |
| 11     | Italia (bandiera) | Dietmar Götsch    |
| 11     | Italia (bandiera) | Manuel Ribul      |
| 11     | Italia (bandiera) | Aaron Tomasini    |
| 13     | Italia (bandiera) | Patrick Bona      |
| 15     | Italia (bandiera) | Viktor Schweitzer |
| 17     | Italia (bandiera) | Benno Obermair    |
| 18     | Italia (bandiera) | Thomas Erlacher   |
| 19     | Canada-Italia     | Ryan Watson       |
| 23     |                   | Joseph Cullen     |
| 25     | Italia (bandiera) | Felix Haidacher   |
| 27     | USA-Italia        | Nathan DiCasmirro |
| 32     | Canada-Italia     | Giulio Scandella  |
| 71     | Canada (bandiera) | David Ling        |

| Stranieri | Italiani |

### Allenatore
Teppo Kivelä